# Grube Paulinenhütte
Die Grube Paulinenhütte  ist eine ehemalige Eisen-Grube des Bensberger Erzreviers in Bergisch Gladbach. Das Gelände gehört zum Stadtteil Gronau. Aufgrund eines Mutungsgesuchs 15. März 1864 erfolgte die Verleihung des Grubenfeldes am 27. September 1865 mit dem Namen Paulinenhütte auf Raseneisenstein. Das Grubenfeld Paulinenhütte überdeckte das Braunkohlegrubenfeld Neeb und erstreckte sich von der Mülheimer Straße zwischen Dünnhof und Duckterath bis in den Refrather Wald hinein. Im Bereich der Häuser Gierather Straße 84 bis 90 befand sich der Fundpunkt auf der südlich gegenüber liegenden Straßenseite in dem Waldgebiet, das im Volksmund „Dännekamp“ genannt wird. Beim Bau der Straßenbahn Linie G ist das gesamte Gelände eingeebnet worden, so dass man keine Spuren von Bergbau wahrnehmen kann. Über den Betrieb der Grube ist nichts bekannt.